# Iwan Fomiczow
Iwan Tierientjewicz Fomiczow, ros. Иван Терентьевич Фомичев (ur. ? we wsi Romanowskoje w guberni moskiewskiej, zm. po 1924 r. w ZSRR) – rosyjski działacz rewolucyjny, emigrant, bojownik antybolszewicki.
Od 1906 r. działał w Partii Socjalistów-Rewolucjonistów (eserów). Pod koniec marca 1919 r. w Homlu uczestniczył w tzw. buncie Striekopytowa, który zakończył się klęską. Następnie wstąpił do Armii Północno-Zachodniej gen. Nikołaja N. Judenicza. Służył jako oficer w 1 Tulskim Pułku. Po jej rozformowaniu na pocz. 1920 r., przedostał się do Polski, gdzie wstąpił do oddziałów gen. Stanisława Bułak-Bałachowicza. W 1922 r. w Wilnie został przedstawicielem „sawinkowskiego” Ludowego Związku Obrony Ojczyzny i Wolności. Kilkakrotnie jeździł nielegalnie do Rosji Sowieckiej z polecenia Borisa W. Sawinkowa. W maju 1924 r. po raz kolejny przekroczył granicę polsko-sowiecką, ale został aresztowany przez OGPU w ramach operacji wywiadowczej Syndykat-2. Dalsze jego losy są nieznane.